# Тім Галліксон
Тім Галліксон (англ. Tim Gullikson; 8 вересня 1951 — 3 травня 1996) — колишній американський тенісист.
Найвищу одиночну позицію світового рейтингу — 15 місце досяг 1 жовтня, 1979, парну — 3 місце — 12 вересня, 1983 року.
Здобув 4 одиночні та 15 парних титулів.
Найвищим досягненням на турнірах Великого шолома був фінал в парному розряді.
Завершив кар'єру 1986 року.

## Фінали турнірів Великого шолома

### Парний розряд (1 поразка)
| Результат | Рік  | Турнір               | Покриття | Партнер       | Суперники                   | Рахунок       |
| --------- | ---- | -------------------- | -------- | ------------- | --------------------------- | ------------- |
| Поразка   | 1983 | Вімблдонський турнір | Трава    | Том Галліксон | Пітер Флемінг Джон Макінрой | 4–6, 3–6, 4–6 |